# Романко, Василий Кириллович
Василий Кириллович Романко (28 декабря 1936, г. Городенка Ивано-Франковской области — 27 сентября 2012, Москва) — советский и российский математик. Специалист в области дифференциальных уравнений и спектральной теории дифференциальных операторов. Заслуженный профессор МФТИ. Автор известных учебников по математике для высшей школы.

## Биография
Родился в г. Городенка Ивано-Франковской области Украины. 
Окончил физико-математический факультет Черновицкого государственного университета в 1960 году. 
В 1960-1963 гг. учился в очной аспирантуре Математического института им. В. А. Стеклова АН СССР, где занимался теорией краевых задач под руководством  А. А. Дезина. В 1963-2012 гг. работал на кафедре высшей математики МФТИ, с 1989 года в должности профессора.
В 1964 году стал кандидатом физико-математических наук, защитив  диссертацию «Граничные задачи для некоторых неклассических операторов». С 1983 года доктор физико-математических наук, тема диссертации «Граничные задачи для общих дифференциальных операторов с выделенной переменной».
Многие годы В. К. Романко читал в МФТИ лекции по курсу обыкновенных дифференциальных уравнений, которые легли в основу его учебника «Курс дифференциальных уравнений и вариационного исчисления» и написанного под его руководством сборника задач по дифференциальным уравнениям. 
Также В. К. Романко — профессор кафедры высшей математики факультета экономики ВШЭ.
С 1997 года В. К. Романко работал по совместительству в Московском городском психолого-педагогическом университете (МГППУ) в должности профессора и заведующего кафедрой математики и естественнонаучных дисциплин. Читал курсы лекций «Математика для психологов», «Математические методы в психологии».
Научные результаты В. К. Романко относятся к теории дифференциальных и разностных уравнений. Он исследовал вопросы существования и единственности решения краевых задач в классической и обобщённой постановке. Применил методику описания регулярных расширений дифференциальных операторов, разработанную А. А. Дезиным, ко многим конкретным операторам.

## Учебники и учебные пособия
- Романко В. К. Курс дифференциальных уравнений и вариационного исчисления. — 2-е. изд. — М.: Физматлит: Лаборатория базовых знаний, 2002. — (Технический университет). — 3000 экз. — ISBN 5-93208-097-3.
- Агаханов Н. Х., Власов В. В., Коваленко Л. И., Романко В. К. Сборник задач по дифференциальным уравнениям и вариационному исчислению. — М.: Юнимедиастайл, 2002. — 256 с. — 5000 экз. — ISBN 5-93208-120-1.
- Романко В. К. Разностные уравнения. Учебное пособие. — М.: Бином, 2006. — 112 с. — 2000 экз. — ISBN 5-94774-343-4.
- Романко В. К. Курс разностных уравнений: учебное пособие для студентов, обучающихся по направлениям «Экономика», «Менеджмент», «Бизнес-информатика» и специальности «Логистика». — М.: Физматлит, 2012. — 199 с. — 500 экз. — ISBN 978-5-9221-1387-8.

## Публикации в научных журналах
В. К. Романко - автор более 80 научных работ, среди которых:
- Романко В. К. Системы с производной первого порядка по «времени» // Дифференциальные уравнения. — 1969. — Т. 5, № 1. — С. 174-185.
- Романко В. К. Граничные задачи для одного класса дифференциальных операторов // Дифференциальные уравнения. — 1974. — Т. 10, № 1. — С. 117-131.
- Романко В. К. Однозначная разрешимость граничных задач для некоторых дифференциально-операторных уравнений // Дифференциальные уравнения. — 1977. — Т. 13, № 2. — С. 324-335.
- Романко В. К. О граничных задачах для дифференциальных уравнений, не разрешенных относительно старшей производной // ДАН СССР. — 1977. — Т. 235, № 5. — С. 1030-1033.

## Награды, звания
- Лауреат конкурса по созданию новых учебников по общим естественнонаучным дисциплинам для студентов высших учебных заведений (1999)[4].
- Нагрудный знак «Почётный работник высшего профессионального образования РФ» (2001).
- Премия Мэра Москвы в области образования (2001).
- Премия Правительства Российской Федерации в области образования — за работу "Углублённая математическая подготовка студентов инженерно-физических и физико-технических специальностей университетов" — 2003 год — (совместно с Д.В. Беклемишевым, Е. С. Половинкиным, М. И. Шабуниным, В. С. Владимировым, С. М. Никольским и Г. Н. Яковлевым)[5], [6].
- Заслуженный профессор МФТИ (2007)[7]